# Serra das Abelhas
Serra das Abelhas é uma região do município da cidade de Três Corações no sul de Minas Gerais, um estado do Brasil.
A região é uma grande produtora de café, milho, leite dentre outras pequenas culturas.

## Importância da Região
A Serra das Abelhas é a primeira colocada no município de Três Corações em relação a certificação e rastreabilidade de seus produtos.
Segundo o prefeito prefeito Fausto Ximenes explicou, em Três Corações, por enquanto, foram certificadas apenas 22 propriedades sob a orientação do engenheiro agrônomo da Emater – Empresa de Assistência Técnica e Extensão Rural do Estado de Minas Gerais, Cícero Caldeira.
A área certificada é de 418.8 hectares com produção estimada para safra 2009/2010 de 10.500 sacas de 60 kg. Destas 22 propriedades, com média de 25 sacas de 60 kg por hectare plantado, 12 estão na Serra das Abelhas, a região que mais preserva as matas no município. São pequenos proprietários, famílias organizadas em associação através do Conselho de Desenvolvimento Rural da Serra das Abelhas e Coimbra, e que buscam a gestão do negócio com treinamentos constantes, compras em conjunto e estratégias para diminuir custos. O conselho já tem promessa do prefeito Fausto Ximenes de melhoria radical das estradas vicinais no município, inclusive com a implantação de novos pontilhões, de forma a permitir a livre circulação de implementos agrícolas de ponta que chegam a região para apoio aos sitiantes.
A agência do Banco do Brasil em Três Corações aprovou, recentemente, o plano de negócios - DRS – Desenvolvimento Regional Sustentável para os produtores da Serra das Abelhas, por entender que são parceiros comprometidos e com excelentes condições de melhoria de renda e bem estar social. O DRS foi desenvolvido em parceria com entidades do município como a Associação Comercial, o Sindicato Rural, a Emater e produtores com o objetivo de facilitar o crescimento da atividade agrícola e agregar valor ao café da região.

## Os Produtores que Fazem a Diferença
Os produtores de Três Corações que possuem certificação de qualidade, gestão e rastreamento são: Gentil Naves Figueiredo, o mais antigo produtor da Três Corações, com 93 anos de vida e 80 anos dedicados à cafeicultura, Danilo Antônio Roquim, Wilson Bocardi Machado (2 propriedades), João Artur Siqueira Rodrigues (3 propriedades), Antônio Geraldo de Figueiredo Naves, Cláudio Gilberto Reghin (2 propriedades), Joelmo Gonçalves Ferreira, Sítio Santa Cruz (Mário D. Roquim e Filhos), Luiz Carlos Braga – Agropecuária Acaiá Ltda, Ivanilson Roquim de Carvalho, José do Nascimento Rezende, José Roberto Rezende, Luiz Cléo Figueiredo Naves, Maria Aparecida Buzetti, Nivaldo Dias Marques, Ricardo Augusto Vasconcelos Sonja, Vanderson Roquim de Carvalho, Ricardo Iabrudi dos Santos e Afrânio Favaro Reghin.